# Ramirezella crassa
Ramirezella crassa là một loài thực vật có hoa trong họ Đậu. Loài này được (McVaugh) Ochot.-Booth & A. Delgado miêu tả khoa học đầu tiên năm 1994.